# Gourmet Girl Graffiti
Gourmet Girl Graffiti, også kendt som Happy Cooking Graffiti (幸腹グラフィティ Koufuku Gurafiti), er en japansk yonkoma (firebilledestriber) mangaserie skrevet og tegnet af Makoto Kawai. Serien blev offentliggjort i Houbunshas mangamagasin Manga Time Kirara Miracle! fra marts 2012-udgaven til november 2016-udgaven. Den blev sideløbende samlet og udgivet i syv bind. En animeserie i 12 afsnit produceret af Shaft blev sendt i japansk tv fra 9. januar til 27. marts 2015.

## Plot
Ryou Machiko er en pige, der går i andet år i mellemskolen, og som har boet alene, siden hendes bedstemor døde. Til trods for sine ekstraordinære evner til at lave mad har Ryou altid følt, at hendes mad ikke smagte godt. Det ændrer sig imidlertid, da hun møder sin halvkusine Kirin Morino, der kommer for at bo hos hende i weekenderne, mens hun går på terpeskole i Tokyo. Kirin viser Ryou, at nøglen til velsmagende mad er at spise sammen med venner og familie.

## Figurer
- Ryou Machiko (町子 リョウ Machiko Ryou) - En pige der går i andet år på Hariyama Mellemskole, og som bor for sig selv i en stor lejlighed. Hendes forældre lever i udlandet på grund af deres arbejdet, og hun blev opdraget af sin bedstemor, der døde et år før begyndelsen på historien. Hun vil gerne bestå optagelsesprøven til et gymnasium med speciale i kunst, og derfor går hun på en kunstterpeskole, hvor hun lærer Shiina at kende. I løbet af historien kommer hun på det ønskede gymnasium, hvor hun bliver klassekammerat med Kirin og Shiina. Ryou er en talentfuld kok, der kan lave mange forskellige retter.
- Kirin Morino (森野 きりん Morino Kirin) - Ryous halvkusine der er på alder med hende. Hun vil gerne gå på kunstskole i Tokyo, så hun går på den samme kunstterpeskole som Ryou hver søndag og bor hos hende hver lørdag. Hun er sky og lidt barnlig men er meget høflig og velopdragen. Hun er kort men stærk og har en stor appetit. Blandt seriens figurer er hun den, der har de bedste atletiske evner. Hun er dårlig til lektier men har noget viden om madlavning og viser sin tanker om mad på dynamisk vis. Senere i historien starter hun på samme gymnasium som Shiina og Ryou og flytter ind i Ryous lejlighed, mens hun går på gymnasiet. På gymnasiet bliver hun medlem af basketballklubben, hvor hendes holdkammerater kalder hende for "Kii".
- Shiina (椎名) - Ryous ven fra mellemskolen. Hun er en af eleverne på kunstterpeskolen og bor hos en gammel familie i storbyområdet. Hun er en fysisk skrøbelig men flot pige, der er cool og har en mystisk udstråling. Hun mødte Ryou, fordi de gik i samme klasse, og lærte Kirin at kende ved hanami i parken. Hun kommer senere på samme gymnasium som dem men får dog også andre venner takket være sine evner til at lave mad.
- Akira Machiko (町子 明 Machiko Akira) - Ryous tante.
- Yuki Uchiki (内木 ユキ Uchiki Yuki) - En kvinde der bor under Ryou i deres etageejendom.
- Ryous bedstemor (リョウの祖母 Ryou no Sobo) - Ryous bedstemor der døde før starten på historien. Hun lærte Ryou alt om at lave mad, men det viser sig dog senere, at hun engang var elendig til at lave mad og kun begyndte at tage det seriøst for Ryous skyld.
- Watanabe (渡辺さん Watanabe-san) - En bibliotekar der er en gammel ven af Ryou og hendes bedstemor.
- Hina Yamazaki (山崎 ひな Yamazaki Hina) - Ryou og Kirins klassekammerat fra terpeskolen. Hun har skulderlangt blond hår.
- Mei Tsuchida (土田 メイ Tsuchida Mei) - Ryou og Kirins klassekammerat fra terpeskolen. Hun har mørkebrunt hår og et hvidt pandebånd.
- Misaki Kometani (米谷 美咲 Kometani Misaki) - Ryou og Kirins klassekammerat fra terpeskolen. Hun har en forkælet og irriterende personlig har sølvhvidt hår med en hestehale.
- Shiinas mor (椎名さんの母親 Shiina-san no okasan) - En sød, barnlig, ung kvinde, der på grund af sit unge udseende minder meget om en teenager.
- Tsuyuko (津裕子 Tsuyuko) - Shiinas stilfærdige tjenestepige der går klædt som en miko. Kirin troede at hun var Shiinas mor, efter at hun gav hende en tomat.
- Fru Morino (夫人 森野) - Kirins strikse og temperamentsfulde mor og Ryous tante. Hun er dominerende overfor både sin datter og sin mand og skændes ofte med Kirin men kærer sig også om hende som en forælder.
- Mr. Morino (氏 森野) - Kirins rolige og kærlige far der har en excentrisk personlighed.

## Manga
Gourmet Girl Graffiti startede som yonkoma mangaserie skrevet og tegnet Makoto Kawai i marts 2012-udgaven af Houbunshas mangamagasin Manga Time Kirara Miracle!, hvor den gik indtil november 2016-udgaven, der udkom 16. september 2016. Serien blev sideløbende samlet og udgivet i syv bind fra 26. januar 2013 til 27. september 2016.

### Mangabind
| Bind | Udgivet            | ISBN                   |
| ---- | ------------------ | ---------------------- |
| 1    | 26. januar 2013    | ISBN 978-4-8322-4258-6 |
|      |                    |                        |
| 2    | 27. september 2013 | ISBN 978-4-8322-4352-1 |
|      |                    |                        |
| 3    | 27. marts 2014     | ISBN 978-4-8322-4419-1 |
|      |                    |                        |
| 4    | 25. december 2014  | ISBN 978-4-8322-4508-2 |
|      |                    |                        |
| 5    | 27. marts 2015     | ISBN 978-4-8322-4545-7 |
|      |                    |                        |
| 6    | 26. december 2015  | ISBN 978-4-8322-4648-5 |
|      |                    |                        |
| 7    | 27. september 2016 | ISBN 978-4-8322-4745-1 |
|      |                    |                        |

## Anime
En animeserie produceret af Shaft og instrueret af Naoyuki Tatsuwa blev sendt i japansk tv fra 9. januar til 27. marts 2015, og blev desuden gjort tilgængelig som simulcast på hjemmesiden Crunchyroll. Manuskriptet er skrevet af Mari Okada, mens Kazuya Shiotsuki har stået for design af figurer. Introsangen er Shiawase ni Tsuite Watashi ga Shitteiru Itsutsu no Houhou (幸せについて私が知っている5つの方法 The Five Methods of Obtaining Happiness That I'm Aware Of) af Maaya Sakamoto, og slutsangen er Egao ni Naru (笑顔になる Become a Smile) by Rina Satou og Asuka Oogame. Sentai Filmworks fik licens til at udgive animeserien i Nordamerika.

### Stemmer
- Rina Satou - Ryou Machiko
- Asuka Oogame - Kirin Morino
- Mikako Komatsu - Shiina
- Yuu Kobayashi - Tsuyuko
- Ai Nonaka - Akira Machiko
- Yuka Iguchi - Yuki Uchiki
- Tamie Kubota - Ryous bedstemor
- Akeno Watanabe - Watanabe
- Haruka Chisuga - Hina Yamazaki
- Juri Nagatsuma - Mei Tsuchida
- Asuka Nishi - Misaki Kometani
- Miyu Matsuki - Shiinas mor
- Ryou Hirohashi - Fru Morino
- Kentarou Tone - Hr. Morino

### Afsnit
| # | Titel | Sendt første gang |
| --- | --- | ----------------- |
| | |                   |
| 1 | "Warm, Juicy." "Hokahoka, Juwa." (ほかほか、じゅわっ。)                                                                              | 9. januar 2015    |
| Ryou Machiko er en pige, der har kæmpet med at blive god til at lave mad, lige siden hendes bedstemor døde for et år siden. Hendes halvkusine Kirin Morino kommer for at bo hos hende i Tokyo, mens hun går på en terpeskole efter et skænderi med sin mor. Til Ryous overraskelse nyder Kirin hendes nabe, mens Ryous selv opdager, at det smager godt. Næste dag får Kirin feber efter sin første skoledag, og Ryou laver kitsune udon og inarizushi til hende, hvilket minder hende om, hvordan hendes bedstemor tog sig af hende. Om natten kommer Kirin med den teori, at Ryou ikke har nydt sin madlavning, fordi hun har spist alene, og beslutter sig for at blive mere som et familiemedlem for hende. Næste dag vender Kirin hjem for at gøre op med sin mor, mens Ryou ser frem til næste gang, de kan spise sammen igen. | |                   |
| 2 | "Fluffy, Sizzling." "Funwari, Gogagaga." (ふんわり、ゴガガガッ。)                                                                    | 16. januar 2015   |
| Da foråret kommer, inviterer Ryou Kirin til hanami sammen med sin tante Akira. Mens de besøger de lokale madboder, støder Ryou og Kirin på Ryous skolekammerat Shiina, og Kirin bliver lidt jaloux over, at hun er så tæt på Ryou. Efter at have spist deres frokost-bento og skiltes med Akira inviterer Ryou Kirin til at tegne træerne og lave tamagoyaki til hende og udtrykker sin glæde over at kunne lære hende bedre at kende. | |                   |
| 3 | "Rich, Drippy." "Shokushoku, Toro." (ショクショク、トロッ。)                                                                         | 23. januar 2015   |
| Ryous appetit får hende til at lave en fejl ved hendes eksamen i billedkunst, og det gør hende bekymret for, hvad hun skal fortælle sine forældre. For at opmuntre Ryou inviterer Shiina til at komme til middag med bambusskud og ris. Efter at være blevet inspireret af et af deres favoritprogrammer beslutter pigerne sig næste dag for at lave forskellige slags omurice. | |                   |
| 4 | "Moist, Crispy." "Jinwari, Bariri." (じんわり、バリリッ。)                                                                           | 30. januar 2015   |
| Ryou bliver deprimeret, da hun bliver klar over, at skolen er aflyst næste weekend, fordi lærerne har en træningsdag. Kirin skal være sammen med sin familie, og Shiina er blevet syg af regnen, så Ryou ender med at tilbringe sin lørdag alene og synes, at hendes mad igen har en intetsigende smag uden nogen at dele den med. For at få sine tanker fra det, besøger hun biblioteket, hvor hun møder sin gamle ven Watanabe, der viser hende alle de kogebøger for begyndere, som hendes bedstemor plejede at låne. Ryou er overrasket over, at hendes bedstemor engang var en elendig kok men bliver klar over, at hun kun blev seriøs for hendes skyld, idet hun tilpassede nogle af opskrifterne i bøgerne til hendes smag. Da hun bliver sulten, besøger den nu nostalgiske Ryou den lokale convenience store, hvor hun udvælger de samme ting, hun plejede som barn, og tænker på, hvordan hendes bedstemor gjorde dem lækre. Ryou bliver klar over, at en anden nøgle til at lave god mad er at tænke på den person man elsker og begynder at forberede sig på Kirins næste besøg. | |                   |
| 5 | "Slurp, Gulp." "Jururun, Gokun." (ぢゅるるんっ、ごくん。)                                                                            | 6. februar 2015   |
| Da alle har lektioner i løbet af sommerferien, inviterer Shiina Ryou og Kirin hjem til sig, så de kan lave nogle sommeraktiviteter, de ellers ikke ville kunne. Da de ankommer til Shiinas ekstravagante hjem, får Kirin en tomat af en kvinde, som hun antager er Shiinas mor, men det viser sig, at moderen faktisk er en helt anden. Da pigerne senere går på jagt efter bambus til en soumen-sliske, opdager de, at kvinden fra før faktisk er Shiinas families tjenestepige Tsuyuko. Mens Shiinas mor forbereder slisken, hjælper Tsuyuko Ryou og Kirin med at forberede nudlerne og sovsen. Senere afslører Shiinas mor, at det var hende, der bad Shiina om at invitere Ryou og Kirin for at takke dem for at være hendes ven. Bagefter holder de en forsinket tanabata-fest og fyrværkeri og får klaret stort set alle de sommeraktiviteter, de havde i tankerne. | |                   |
| 6 | "Hot, Springy." "Atsuatsu, Mochi Mochi." (あつあつ、もちもち。)                                                                      | 13. februar 2015  |
| Ryou og Kirin er udmattede af sommervarmen, så de beslutter sig for at lave kabayaki (stegte ål) for at opbygge modstandskraft. De opdager at deres air conditioner er i stykker, så de tager et bad for at vaske deres sved af, og imens beslutter de sig for at spise is. Kirin føler stadig, at der mangler noget, og finder ud af, at hun længes efter shiruko (rød bønnesuppe), der ellers ikke passer til årstiden. Ryou beslutter sig for, at hun også vil have det bare for at ende med en mavepine af for meget blandet mad. | |                   |
| 7 | "Sizzle, Pop." "Juu, Pushii." (ジュー、プシーッ。)                                                                                   | 20. februar 2015  |
| Shiina inviterer Ryou og Kirin hjem til grillet makrelgedde men insisterer på, at Kirin hjælper hende og Tsuyuko med madlavningen i stedet for Ryou. Mens de forbereder sig til det, fortæller Kirin Shiina, at hun tror, at Ryou har følt sig nedtrykt siden Obon, fordi det minder hende om hendes bedstemor. På dagen på grillfesten fremhæver Tsuyko det vigtige i at stole på andre til Ryou og beder hende om ikke at blande sig i det Kirin og Shiina laver, heller ikke hvis de render ind i problemer. Efter at have fulgt Tsukyukos råd får Kirin og Shiina steget nogle vellykkede fisk, som de giver til Ryou som tak for alt det, hun har lavet til dem, og til deres glæde nyder hun dem. Da Tsuyuko beslutter sig for at hjælpe Kirin og Shiina med at opbygge deres evner, beder hun Ryou om at lære at stole på dem endnu mere. Men da de to render ind i problemer, mens de vasker op, kan Ryou simpelthen ikke holde sig tilbage længere og hjælper til. Bagefter finder Ryou ud af, at det mere endnu sjov ved at lave mad sammen nogen man holder af.                    | |                   |
| 8 | "Piping Hot, Chomp." "Hokuhoku, Hapu." (ほくほく、はぷっ。)                                                                          | 27. februar 2015  |
| Kirin begynder at træne Ryou til skolens snarlige sportsstævne, som hun ikke er særlig god til. Da Ryou finder ud, at hun skal tage sin egen madpakke med til stævnet, føler hun, at hun burde lave sin egen madpakke, da hun ikke vil være for afhængig af Kirin. Kirin finder imidlertid en kasseret seddel, Ryou har skrevet, og spørger sin far om, hvordan man laver den. Ryou opdager ganske vist hendes plan, men Kirin insisterer på, at hun laver den uden Ryous indblanding. På dagen for stævnet deler Ryou den madpakke Kirin lavede med sine venner og synes selv, at den smager utrolig lækker, mens hendes venner bare synes, at den smager almindelig. Kirin, der har prøvet madpakken selv, er nedtrykt over, at hun ikke kunne leve op til forventningerne, men Ryou fortæller hende, at den var lækker, og takker hende især for at have tilføjet hendes bedstemors citronsøde kartofler, der ikke var på hendes liste oprindeligt. | |                   |
| 9 | "Bubbling, Huff-Puff..." "Gutsugutsu, Heha..." (グツグツ、へは……。)                                                                  | 6. marts 2015     |
| Ryou forbereder sig på Kirins besøg nytårsaften og beslutter sig for at lave oden efter at være stødt på Shiina. Hun har dog lidt svært ved at afholde sig fra at smage på det. Imens har Kirin undervurderet hvor mange, der er med togene til nytår, og glemt at reservere plads, så hun ikke kommer med sit sædvanlige tog men for sent. Efter at Kirin omsider kommer frem, fejrer de to nytåret sammen med oden og soba. Bagefter tager de sammen med Akira til skrinet for at ringe nytåret og prøvet noget amazake, før de vender hjem for at reflektere over deres møde for et år siden. | |                   |
| 10 | "Chewy, Melty." "Hamohamo, Michichi." (はもはも、みちちっ。)                                                                         | 13. marts 2015    |
| Kirin er nervøs for, om hun kan få venner i gymnasiet, men imens overhører hun og Ryou lignende bekymringer fra Yuki Uchiki, en nervøs pige der er bestået fra universitetet og som bor i lejligheden under Ryous. Efter at Kirin ved et uheld lander foran hendes vindue, kommer hun og Ryou til Yukis lejlighed for at undskylde og hører om hendes egne problemer med at få venner. De inviterer hende tilbage til Ryous lejlighed for at spise pizza, som Yuki bestilte og besluttede at dele med dem, hvorefter Yuki opdager, at det smager endnu bedre, når man spiser sammen med andre. Efter at være blevet venner med både Ryou og Kirin føler Yuki sig mere sikker på at kunne starte sit nye liv som lærer. | |                   |
| 11 | "Chop-Chop, Slurp. / Crunchy, Shining." "Jakijaki, Zururu. / Shaku, Teritsuya~." (ジャキジャキ、ずるるっ。 / シャクッ、テリツヤ～。) | 20. marts 2015    |
| Ryou får endnu en pakke fra sine forældre med en masse hurtig-ramen som hjælp, mens hun læser til eksamen. Mens Kirin tilbereder ramen til hende, bliver hun klar over, hvor meget Ryou savner sin mor. Da Kirin kigger nærmere på pakken, finder hun et tophemmeligt brev til sig selv med tak til hende for at være der for Ryou. Da eksamenen senere nærmer sig, afslører Shiina, at hun allerede er blevet accepteret på et andet gymnasium, end det Ryou og Kirin søger ind på. Som påskud for at give dem noget opmuntring til deres egen eksamen deler Shiina nogle tonkatsu-sandwich med dem, som Tsuyuko lavede for at opmuntre hende, uden at hun vidste det. På dagen for eksamen giver Shiina Ryou og Kirin nogle tonkatsu-sandwich, som hun selv havde lavet efter at have lært opskriften af Tsuyuko . | |                   |
| 12 | "Soaked Up, Squeeze." "Shimishimi, Mugyu." (しみしみ、むぎゅっ。)                                                                    | 27. marts 2015    |
| Både Ryou og Kirin består optagelsesprøven, så nu står Kirin til at flytte ind hos Ryou. Kirin dukker op til Ryous afslutningsceremoni, hvor hun møder nogle af Ryous venner, der kommer til at gå på samme gymnasium som dem. Bagefter tager Kirin af sted efter noget, hun har glemt, og imens kommer Akira på besøg på for at give Ryou et forklæde, hendes bedstemor syede, som en afslutningsgave. Ryou beslutter sig for at lave hendes bedstemors specialitet med forklædet og finder endnu en gang ud af, at Kirin er den hemmelige ingrediens, der får det til at smage vidunderligt. Den næste dag bliver Ryou overrasket over at høre, at Kirin flytter ind hos hende, for hun var den eneste, der ikke havde fået det at vide, men hun er alligevel glad for at komme til at bo sammen med Kirin. Shiina, Akira og Kirins forældre kommer for at hjælpe Kirin med flytningen og deler et måltid med Shiinas reje-kastusandwiches og Kirins mors stegte grøntsager, mens Ryou ser frem til at få endnu flere minder sammen med Kirin.                                              | |                   |